# Scenic World

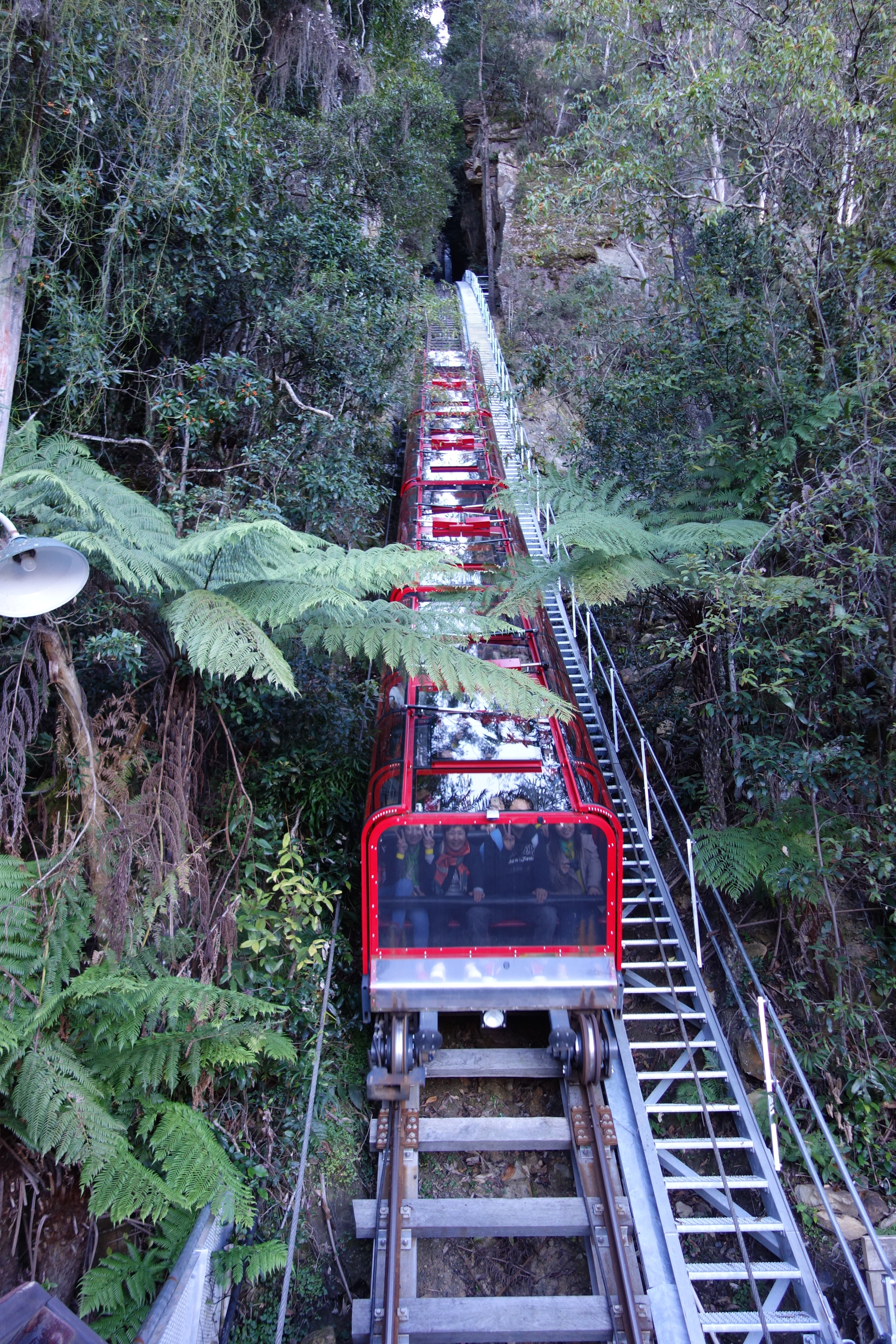
Scenic Railway

Scenic World ist eine privat betriebene Touristenattraktion in Katoomba in den Blue Mountains, New South Wales, Australien, etwa 100 km westlich von Sydney, die von mehr als 1,2 Mio. Besuchern pro Jahr besucht wird.

## Standseilbahn:Scenic Railway

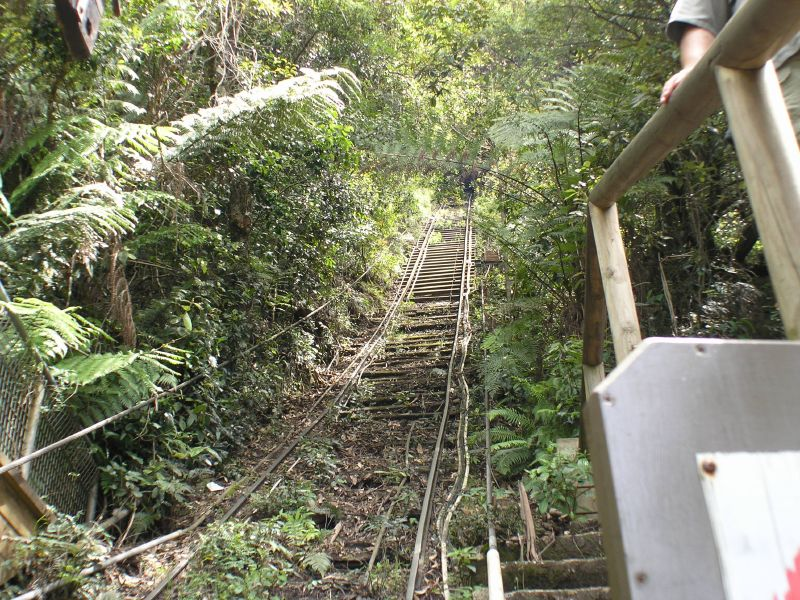
Unterer Abschnitt der Scenic Railway

Die Scenic Railway ist der steilste Schrägaufzug  der Welt,
mit einer Steigung von bis zu 52 Grad
und einer Länge von 310 m. Sie wurde in den 1880er Jahren für den Kohle- und Ölschiefer-Bergbau konstruiert, um diese Bodenschätze von der Talsohle des Jamison Valley zur oberhalb gelegenen Schichtstufe zu transportieren.

### Schmalspur-Standseilbahn

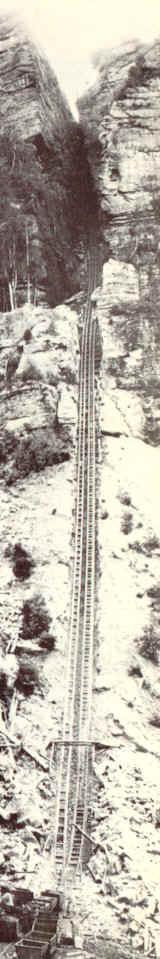
Um 1900

Die erste zweigleisige Schmalspur-Standseilbahn aus den frühen 1880er Jahren auf der Trasse der heutigen Scenic Railway hatte eine Spurweite von 2 Fuß (610 mm). Mit ihr wurden 1884 bereits 20.000 t Kohle transportiert. Das Unternehmen hatte damals 56 Mitarbeiter.
Die Loren wurden an der Bergstation in eine Kleinbahn umgeladen, mit der die Kohle dann ins 2 km entfernte Katoomba gebracht wurde, von wo sie mit der Eisenbahn nach Sydney transportiert wurde.

### Tramway

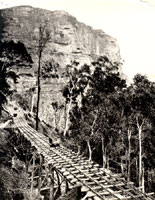
Tramway

Im Jahr 1892 arbeiteten 154 Männer in den verschiedenen Bergwerken der Gegend und bauten 22.000 t Ölschiefer pro Jahr ab. Dafür gab es der Nähe eine zweigleisige sogenannte Tramway. Das war eine Schmal-Standseilbahn vom Mt Rennie Tunnel durch den Narrow Neck zum Daylight Tunnel der alten Kohlengrube von Katoomba. Mit ihr wurde Ölschiefer der Glen Shale Mine im Megalong Valley zur Talstation der Standseilbahn gebracht, auf deren Trasse heute die Scenic Railway verläuft.

### Breitspur-Standseilbahn

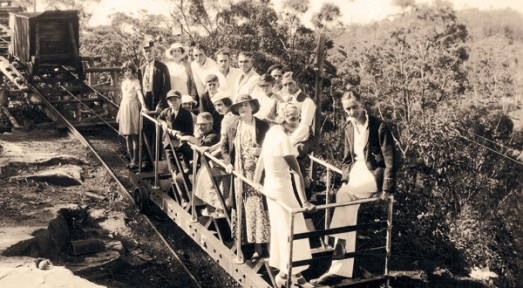
Touristen in den 1950er Jahren

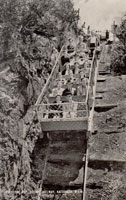
Um 1945

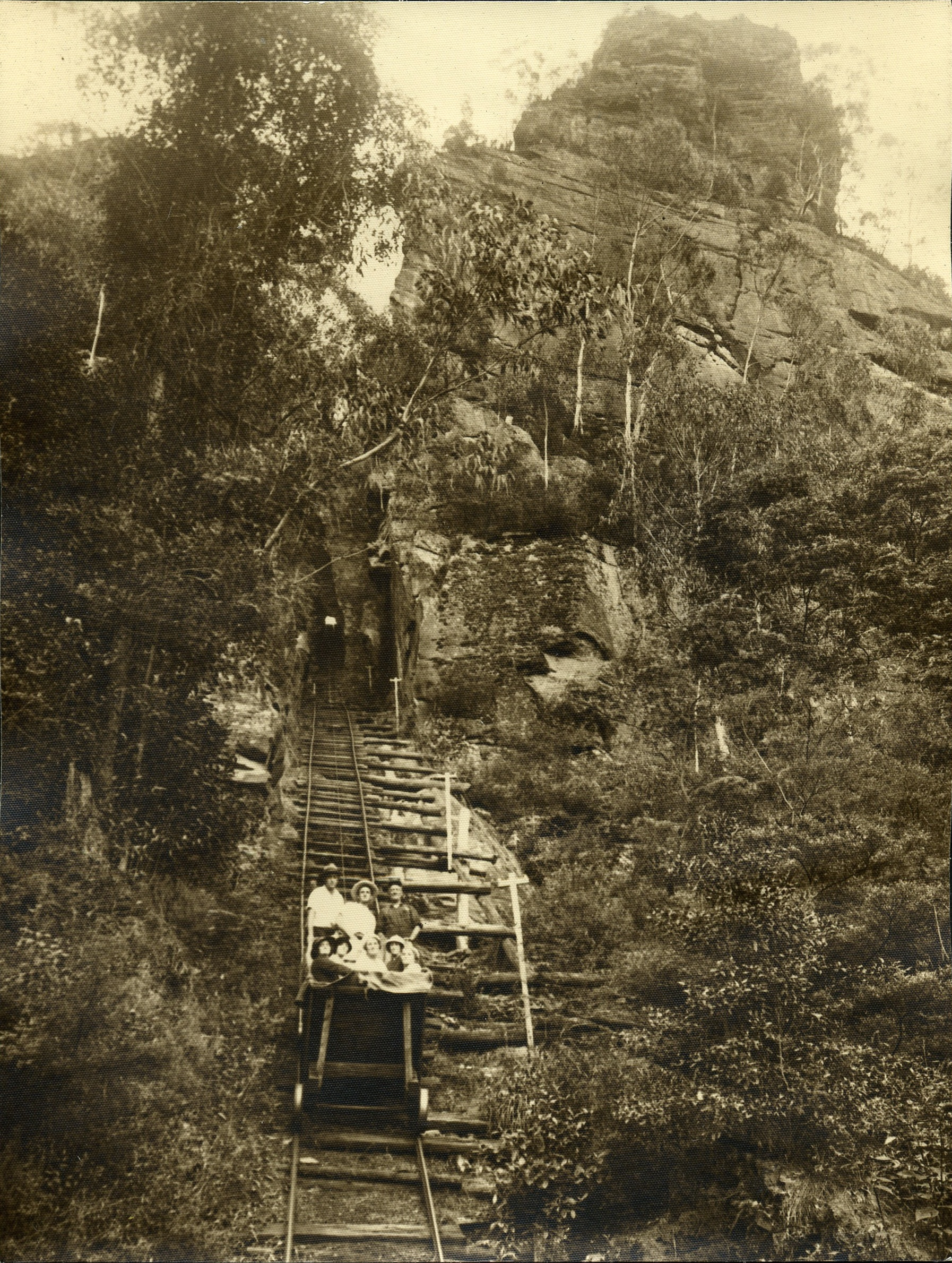
1915

Von 1928 bis 1945 wurde die Breitspur-Standseilbahn auf der Trasse der heutigen Scenic Railway bereits an Wochenenden für den Personenverkehr genutzt. Die Kohlengrube wurde 1945 stillgelegt. Harry Hammon und seine Schwester Isobel Fahey erwarben das Gelände und nutzten die die Bahn weiterhin als Touristenattraktion. Sie wurde vom Januar 2013 bis April 2013 in einem aufwändigen Projekt generalüberholt und erneuert.

## Seilbahn:Scenic Skyway

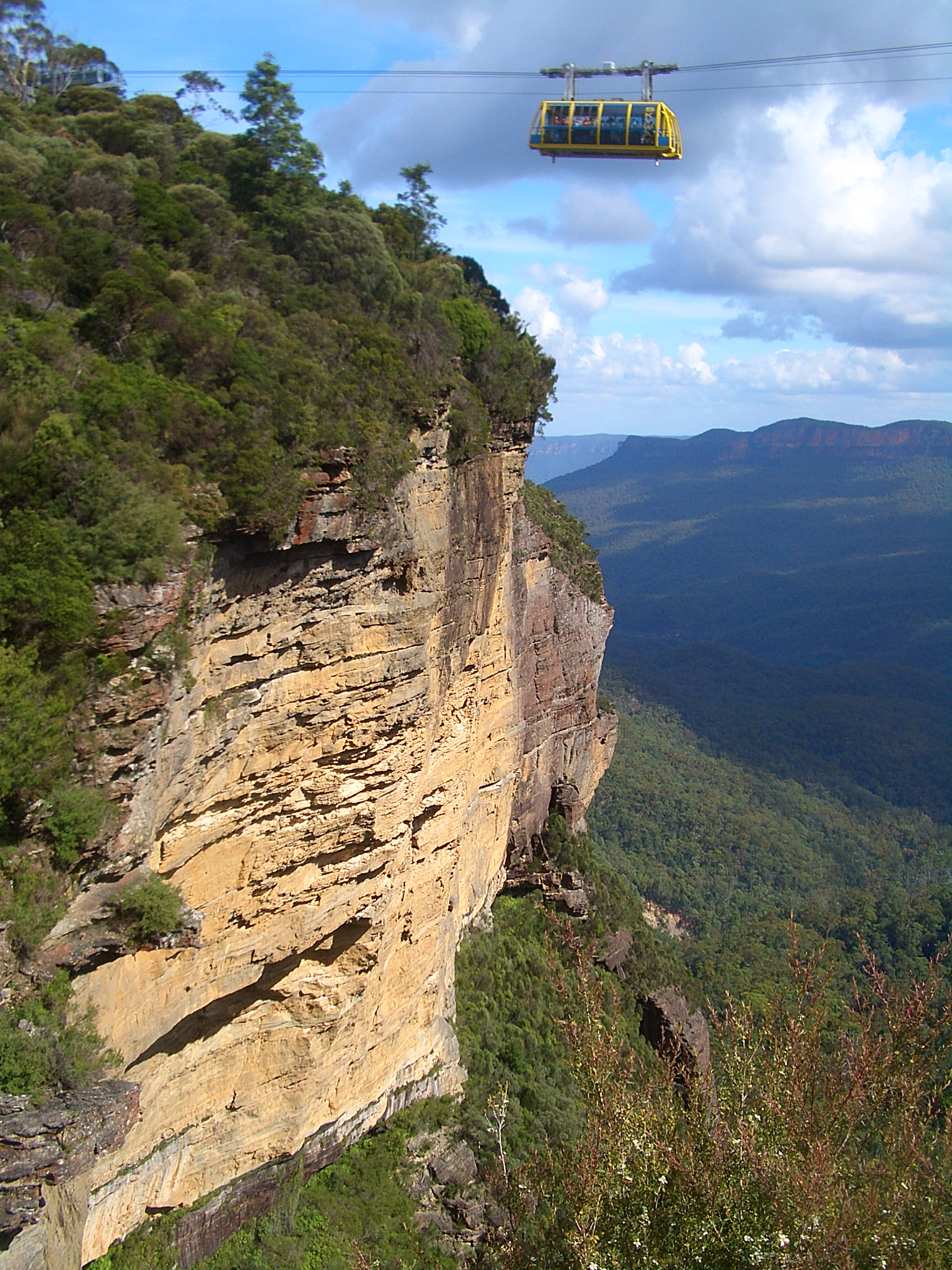
Scenic Skyway

Die im Dezember 2004 eröffnete Scenic Skyway ist eine einspurige Pendelbahn über die Schlucht 270 m oberhalb der Katoomba Falls. Sie wurde von Doppelmayr und CWA Constructions konstruiert und gebaut. Sie hat eine Kabine für 72 Fahrgäste. Ein Teil des Bodens ist aus einem speziellen Flüssigkristallglas hergestellt, das sich im Laufe der Fahrt von opak auf transparent umschalten lässt. Seit November 2005 gibt es eine zweite Station am gegenüberliegenden Kliff, von der aus Spazierwege zum nahegelegenen Echo-Point-Aussichtspunkt führen. Die 1958 an der gleichen Stelle errichtete Vorgänger-Seilbahn war bis zum 4. April 2004 in Betrieb und hat dabei 587.401 Fahrten durchgeführt.

## Kabinenseilbahn:Scenic Cableway
Die Scenic Cableway ist eine 2000 errichtete Doppelmayr-Kabinenseilbahn mit einer Kabine für 84 Fahrgäste, die über einen 25 m hohen Mast auf der Kliffkante zur Talstation im 200 m tiefer gelegenen Jamison Valley führt.

## Spazierweg:Scenic Walkway

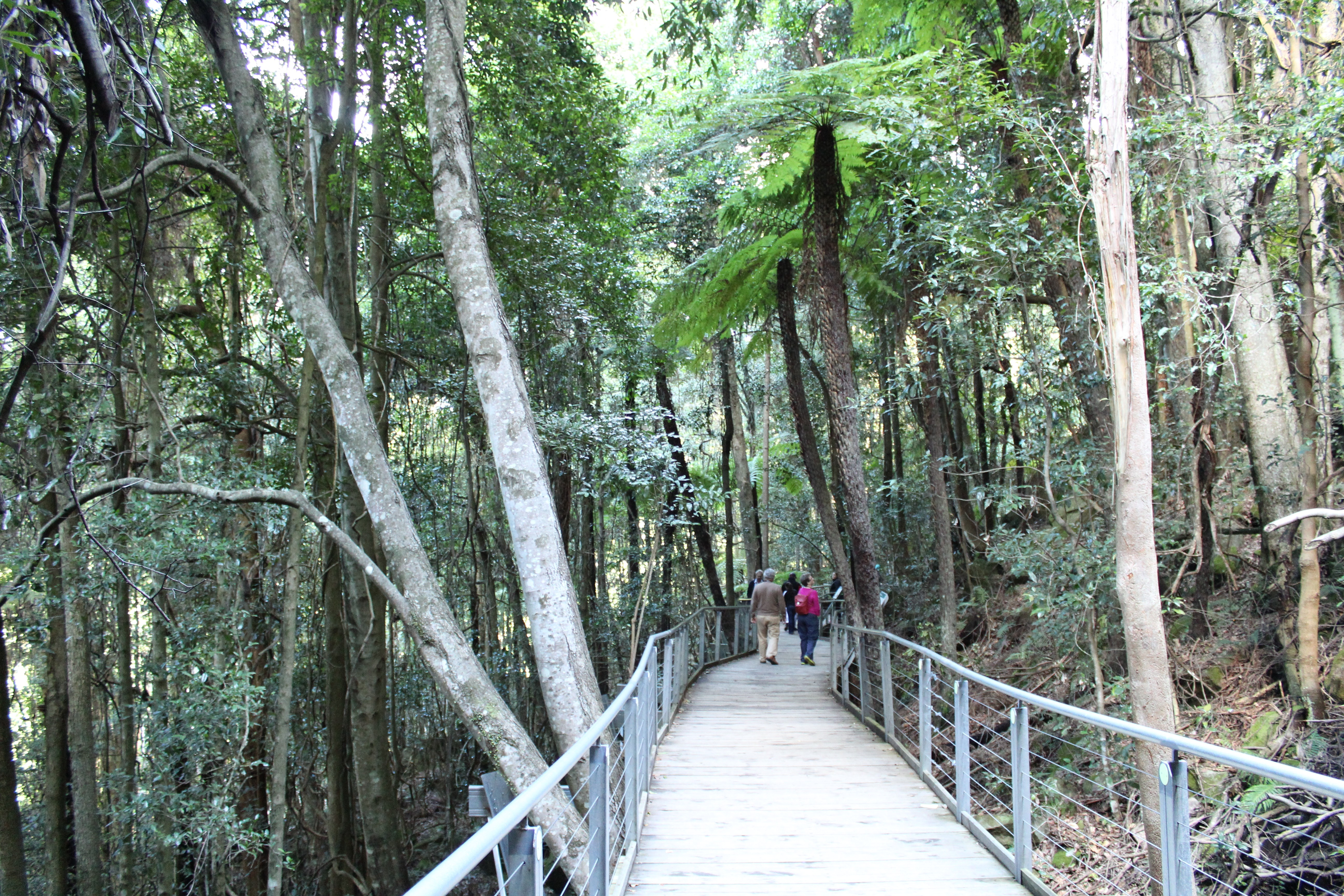
Scenic Walkway

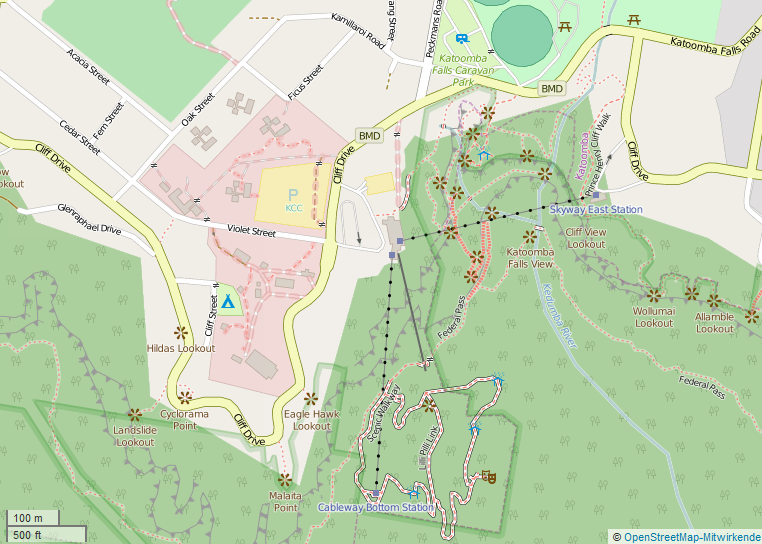
Lageplan der Katoomba Scenic World

Ein 2,4 km langer Spazierweg führt auf einem Holzsteg durch den Regenwald in der Talsohle des Jamison Valley. Er führt zum Stollenmundloch der Kohlengrube, einer Replik einer Bergmannshütte und zu einer Bronzeskulptur eines Bergmanns mit seinem Grubenpony. Die Spazierwege benötigen je nach Route von 10 min bis zu einer Stunde.

## Achterbahn:Orphan Rocker
Die 1988 errichtete Achterbahn Orphan Rocker, die nach dem nahegelegenen Orphan Rock benannt ist, wurde bisher noch nicht in Betrieb genommen.